# 1253
Високе Середньовіччя •  Золота доба ісламу •  Реконкіста •  Хрестові походи •  Монгольська імперія

## Геополітична ситуація
На території колишньої Візантійської імперії існує кілька держав, зокрема Латинська імперія, Нікейська імперія та Трапезундська імперія. У Священній Римській імперії триває період міжцарства (до 1273). У Франції править Людовик IX (до 1270).
Апеннінський півострів розділений: північ належить Священній Римській імперії, середню частину займає Папська область, більша частина півдня належить Сицилійському королівству. Деякі міста півночі: Венеція, Піза, Генуя тощо, мають статус міст-республік.
Майже весь Піренейський півострів займають християнські Кастилія, Леон (Астурія, Галісія), Наварра, Арагонське королівство (Арагон, Барселона) та Португалія, під владою маврів залишилися тільки землі на самому півдні. Генріх III є королем Англії (до 1272), а королем Данії — Хрістофер I (до 1259).
Ярлик від Золотої Орди на княжіння у Володимирі-на-Клязьмі має Олександр Невський. Король Русі Данило Романович править у Галичі. На чолі королівства Угорщина стоїть Бела IV (до 1270). У Кракові княжить Болеслав V Сором'язливий (до 1279).
У Єгипті правлять мамлюки, у Сирії — Аюбіди. Невеликі території на Близькому Сході утримують хрестоносці. У Магрибі розпадається держава Альмохадів. Сельджуки, які окупували Малу Азію, опинилися під владою монголів. Монгольська імперія поділена між спадкоємцями Чингісхана. Північний Китай підкорений монголами, на півдні править династія Сун. Делійський султанат є наймогутнішою державою Північної Індії, а на півдні Індії домінує Чола. В Японії триває період Камакура.
Цивілізація мая переживає посткласичний період. Почала зароджуватися цивілізація ацтеків.

## Події
- У Дорогочині короновано галицько-волинського князя Данила Галицького
- 6 липня відбулася коронація Міндаугаса, першого та єдиного в історії Литви короля.
- Пржемисл Отакар II став королем Богемії.
- Папа римський Іннокентій IV повернувся до Рима, який йому довелося покинути для того, щоб скликати Перший Ліонський собор, що наклав анафему на імператора Фрідріха II.
- Іннокентій IV запропонував Сицилійське королівство сину англійського короля Генріха III Едмунду.
- Французький король Людовик IX послав до монголів у Каракорум місіонера Віллема Рубрука.
- Освячено базиліку Сан-Франческо в Ассізі.
- Утверджено Орден кларисинок.
- Великий хан Мунке проголосив на курултаї мету завоювати світ. Хулагу доручено підкорити Багдад, Хубілаю — імперію Сун.
- Хан Хубілай захопив землі сучасної провінції Юньнань, змусивши тайські племена відійти на південь, до сучасної Бірми та Таїланду. Зникла Далі (держава).
- У Японії буддійський чернець Нітірен почав проповідувати Сутру Лотоса, започаткувавши нову секту, що отримала назву Нітірен-сю.

## Померли
- 22 вересня — Доґен, японський буддистський монах і філософ, послідовник вчення дзен, засновник секти Сото-сю.